# Arbeca
Arbeca – gmina w Hiszpanii, w prowincji Lleida, w Katalonii, o powierzchni 58,39 km². W 2011 roku gmina liczyła 2493 mieszkańców.